# لؤی وائل
لؤی وائل (عربی: لؤي وائل؛ زادهٔ ۱ ژوئن ۱۹۹۲) یک ورزشکار اهل بلژیک است.
از باشگاه‌هایی که در آن بازی کرده‌است می‌توان به باشگاه ورزشی الاهلی مصر اشاره کرد.